# Can Parxet
Can Parxet és una masia de Tiana (Maresme) protegida com a bé cultural d'interès local.

## Descripció
És un edifici civil; es tracta d'una masia amb alçat estructurat amb planta baixa i pis. L'edifici està cobert per una teulada a dues aigües amb el carener perpendicular a la façana. Sobre el vessant dret de l'edifici destaca una torre de planta rectangular, coberta amb quatre vessants. Aquesta torre presenta, a més, tres finestres amb arc de mig punt a la part superior. A causa de la construcció de la torre, la teulada ha estat elevada pel damunt del nivell original.
La masia conserva totes les obertures de la façana, realitzades amb pedra treballada, així com un portal rodó. Els edificis veïns, actualment, estan destinats a cellers i magatzems.